# Tubiluchus arcticus
Espèce
Tubiluchus arcticus est une espèce de priapuliens de la famille des Tubiluchidae.

## Distribution
Cette espèce meiobenthique est endémique de Russie. Elle se rencontre dans la mer Blanche.

## Étymologie
Son nom d'espèce lui a été donné en référence au lieu de sa découverte, l'Arctique.

## Publication originale
- Adrianov, Malakhov, Chesunov & Tsetlin, 1989 : A dwarf priapulid Tubiluchus arcticus sp. n. from the white sea (Priapulomorpha, Tubiluchidae). Zoologicheskii Zhurnal, vol. 68, no 3, p. 126-131.